# Microscopia a scansione di sonda
La microscopia a scansione di sonda (SPM, Scanning Probe Microscopy) è un ramo della microscopia che forma le immagini di superfici usando una sonda fisica che esegue la scansione del campione. Un'immagine della superficie è ottenuta meccanicamente spostando la sonda in un raster di scansione (raster scan) del campione, riga per riga e registrando l'interazione sonda-superficie in funzione della posizione. La SPM è stata istituita nel 1981 con l'invenzione del microscopio a scansione a effetto tunnel.
Molti microscopi a scansione di sonda sono in grado di raffigurare molte interazioni simultaneamente. La maniera di utilizzare queste interazioni per ottenere un'immagine è generalmente chiamata "modo".
La risoluzione varia alquanto da tecnica a tecnica, ma alcune tecniche di sonda raggiungono una risoluzione atomica piuttosto impressionante. Ciò è dovuto in gran parte alla capacità degli attuatori piezoelettrici di eseguire movimenti con una precisione e accuratezza a livello atomico o meglio in base al comando elettronico. Si potrebbe giustamente chiamare questa tipo di tecniche "piezoelettriche". L'altro denominatore comune è che i dati sono in genere ottenuti come una griglia bidimensionale di punti dati (data points), visualizzati in colori falsi come immagine del computer.

## I tipi di microscopia a scansione di sonda
- Microscopia a forza atomica (AFM, Atomic Force Microscopy)[1]
  - AFM
  - AFM non a contatto
  - AFM a contatto dinamico
  - AFM a intermittenza
- Microscopia a emissione balistica di elettroni (BEEM, Ballistic Electron Emission Microscopy)[2]
- Microscopia a forza chimica (CFM, Chemical Force Microscopy)
- Microscopia a forza conduttiva atomica (C-AFM, Conductive Atomic Force Microscopy)[3]
- Microscopia a forza elettrostatica (EFM, Electrostatic Force Microscopy)[4]
- Microscopio a effetto tunnel elettrochimico (ESTM, Electrochemical Scanning Tunneling Microscope)[5]
- Microscopia a modulazione di forza (FMM, Force Modulation Microscopy)[6]
- Microscopio a forza di sonda kelvin (KPFM, Kelvin Probe Force Microscopy)[7]
- Microscopia a forza magnetica (MFM, Magnetic Force Microscopy)[8]
- Microscopia a forza di risonanza magnetica (MRFM, Magnetic Resonance Force Microscopy)[9]
- Microscopia ottica a scansione di campo vicino (NSOM, Near-Field Scanning Optical Microscopy oppure SNOM, Scanning Near-field Optical Microscopy)[10]
- Microscopia a forza di piezo-risposta (PFM, Piezoresponse Force Microscopy)[11]
- Microscopia fotonica a effetto tunnel (PSTM, Photon Scanning Tunneling Microscopy)[12]
- Microscopia / microspettroscopia fototermica (PTMS, PhotoThermal MicroSpectroscopy / Microscopy)
- Microscopia a scansione elettrochimica (SECM, Scanning Electrochemical Microscopy)
- Microscopia a scansione di capacità (SCM, Scanning Capacitance Microscopy)[13]
- Microscopia a scansione di porta (SGM, Scanning Gate Microscopy)[14]
- Microscopia a scansione di conduttanza di ioni (SICM, Scanning Ion-Conductance Microscopy)[15]
- Microscopia a effetto tunnel con rotazione polarizzata (SPSM, Spin Polarized Scanning Tunneling Microscopy)[16]
- Microscopia a scansione di resistenza diffusa (SSRM, Scanning Spreading Resistance Microscopy)[17]
- Microscopia a scansione termica (SThM, Scanning Thermal Microscopy)[18]
- Microscopia a effetto tunnel (STM, Scanning Tunneling Microscopy)[19]
- Microscopia a scansione di tensione (SVM, Scanning Voltage Microscopy)[20]
- Microscopia a scansione di sonda con effetto Hall (SHPM, Scanning Hall Probe Microscopy)[21]
- Microscopia a effetto tunnel con raggi X di sincrotrone (SXSTM, Synchrotron X-ray Scanning Tunneling Microscopy)

Di queste tecniche l'AFM e la STM sono quelle più comunemente utilizzate per misurazioni grossolane.

## Punte della sonda
Le punte della sonda sono normalmente in platino/iridio oppure oro. Ci sono due metodi principali per ottenere una punta acuminata di sonda: l'incisione tramite acido e il taglio. Il primo consiste nell'immergere l'estremità di un filo prima in un bagno acido e aspettare fino a quando non viene inciso  e la parte inferiore non sia sgocciolata del tutto. Il rimanente viene poi rimosso e la punta che ne risulta è spesso del diametro di un atomo. Un metodo alternativo e molto più rapido è quello di prendere un filo sottile e tagliarlo con un paio di forbici o un bisturi. Testare la punta prodotta tramite questo metodo su un campione con un profilo noto indicherà se la punta è buona o meno e un unico punto acuminato viene raggiunto in circa il 50% del tempo. Non è raro che tramite questo metodo risulti una punta con più di un picco; si può facilmente discernere che questa scansione causi un elevato livello di immagini fantasma.

## Vantaggi della microscopia a scansione di sonda
- La risoluzione dei microscopi non è limitata dalla diffrazione, ma solo dalle dimensioni del volume di interazione sonda-campione (vale a dire la funzione di diffusione di un punto), che può essere piccolo di alcuni picometri. Perciò è incomparabile la capacità di misurare le piccole differenze locali riguardo all'altezza dell'oggetto (come quella dei "gradini" (steps) di 135 picometri su <100> di silicio). Lateralmente l'interazione sonda-campione si estende solo attraverso l'atomo di punta o gli atomi coinvolti nell'interazione.
- L'interazione può essere usata per modificare il campione onde poter creare strutture di piccole dimensioni (nanolitografia).
- A differenza dei metodi utilizzati per il microscopio elettronico, i campioni non necessitano di un vuoto parziale, ma possono essere osservati in aria, a temperatura e pressione standard oppure mentre sono immersi in un recipiente per la reazione di liquidi.

## Svantaggi della microscopia a scansione di sonda
- La forma dettagliata della punta di scansione è a volte difficile da determinare. Il suo effetto sui dati che ne risultano è particolarmente rilevante se il campione varia notevolmente in altezza su distanze laterali di 10 nm o anche meno.
- Le tecniche di scansione sono generalmente più lente ad acquisire le immagini, a causa del processo di scansione. Come risultato, gli sforzi vengono fatti per migliorare notevolmente la velocità di scansione. Come tutte le tecniche di scansione, l'inserimento di informazioni spaziali in una sequenza temporale apre la porta alle incertezze in metrologia, vale a dire di distanze e angoli laterali, che sorgono a causa degli effetti del dominio temporale come l'accumulo del campione, l'oscillazione del loop di retroazione (feedback) e le vibrazioni meccaniche.
- La dimensione massima dell'immagine è generalmente più piccola.
- La microscopia a scansione di sonda spesso non è utile per esaminare le immersioni di interfacce solido-solido o liquido-liquido.